# Volodimir Liutîi
Volodimir Ivanovici Liutîi (în ucraineană Володимир Іванович Лютий; n. 20 aprilie 1962, Dnipropetrovsk, RSS Ucraineană, URSS) este un fost fotbalist și actual antrenor de fotbal ucrainean.
După ce a jucat 10 ani la FC Dnipro Dnipropetrovsk, Liutîi a mai petrecut alți 10 ani în Germania la cluburi ca Schalke 04, MSV Duisburg, VfL Bochum și SpVgg Unterhaching, dar și un an la clubul turcesc Bursaspor.
El a adunat 6 selecții la echipa națională de fotbal a Uniunii Sovietice și la cea a CSI între 1990 și 1992, și a jucat la Campionatul Mondial de Fotbal 1990 și la Campionatul European de Fotbal 1992. De asemenea el este medaliat cu aur la Jocurile Olimpice de vară din 1988.

## Palmares
- Liga Superioară a URSS (2): 1983, 1988

Vicecampion (1): 1987
Locul 3 (2): 1984, 1985
- Cupa URSS (1): 1989
- Supercupa URSS: 1989
- Cupa Federației URSS: 1986, 1989

## Competițiile europene
Participări în competițiile europene de club cu FC Dnipro Dnipropetrovsk.
- Cupa UEFA 1986-1987: 2 meciuri
- Cupa UEFA 1988-1989: 2 meciuri, 1 gol
- Cupa Campionilor Europeni 1989-1990: 4 meciuri, 1 gol